# Flamingo

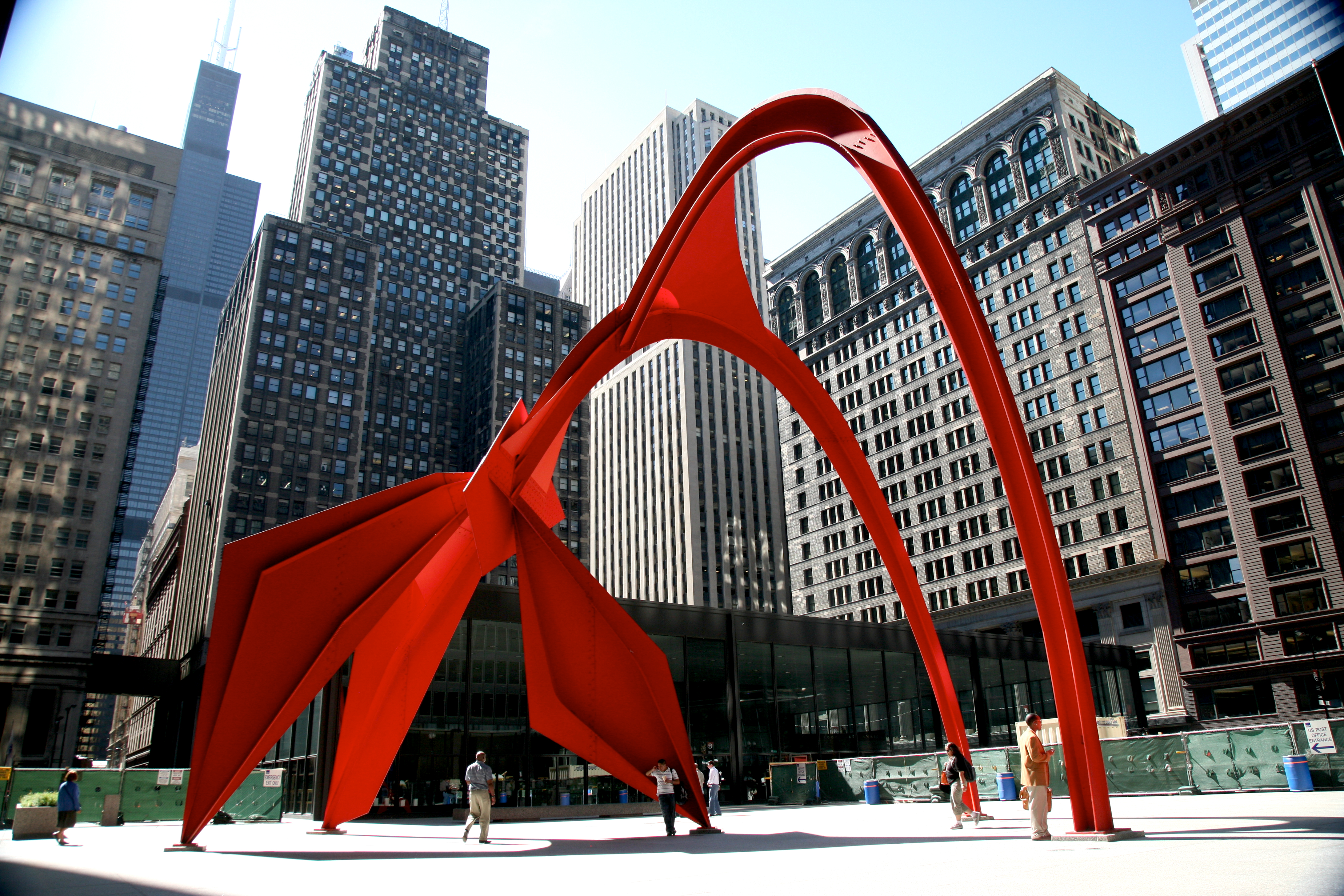
Calder's Flamingo, Chicago

Flamingo és una escultura creada per l'artista americà Alexander Calder, té una alçada d'uns dos metres d'altura i està situada a la plaça Federal, davant l'edifici Kluczynski de Chicago, Illinois, Estats Units. Va ser encarregada per l'Administració de serveis generals dels Estats Units i es va donar a conèixer el 1974, encara que l'autògraf de Calder sobre l'escultura indica que va ser construït el 1973.
Pesa 50 tones, està formada per acer i és de color vermelló. Calder va donar a l'estabilitzador el seu color, que ha estat anomenat "Calder red", per compensar-lo amb l'entorn negre i acer dels edificis d'oficines propers, inclòs l'edifici federal Kluczynski, dissenyat per Ludwig Mies van der Rohe. La forma estable és una forma d'art que Calder va ser pionera. És una estructura abstracta totalment estacionària, a diferència d'un mòbil, que es pot moure amb corrents d'aire. El 2012 es va repintar l'escultura utilitzant el color històric "Calder Red".

## Posada en marxa i revelació
Calder va ser l'encarregat de dissenyar l'escultura a causa de la seva consolidada reputació internacional; l'espai, envoltat d'edificis rectangulars moderns, va requerir el tipus de formes arquejades i les superfícies dinàmiques que podia proporcionar una estabilització Calder a gran escala. Flamingo va ser la primera obra d'art encarregada per l'Administració de serveis generals en virtut del programa federal "Percent for Art", que assigna un percentatge del pressupost d'un projecte a l'art públic Calder va donar a conèixer el model de Flamingo el 23 d'abril de 1973 a l'Art Institute of Chicago; l'escultura va ser presentada al públic per primera vegada el 25 d'octubre de 1974, al mateix temps que es va donar a conèixer el mòbil de l'Univers de Calder en què llavors es coneixia com la torre Sears (ara, la torre Willis). Es va proclamar el dia "Alexander Calder Day" i va comptar amb una desfilada de circ.

## Relacions espacials

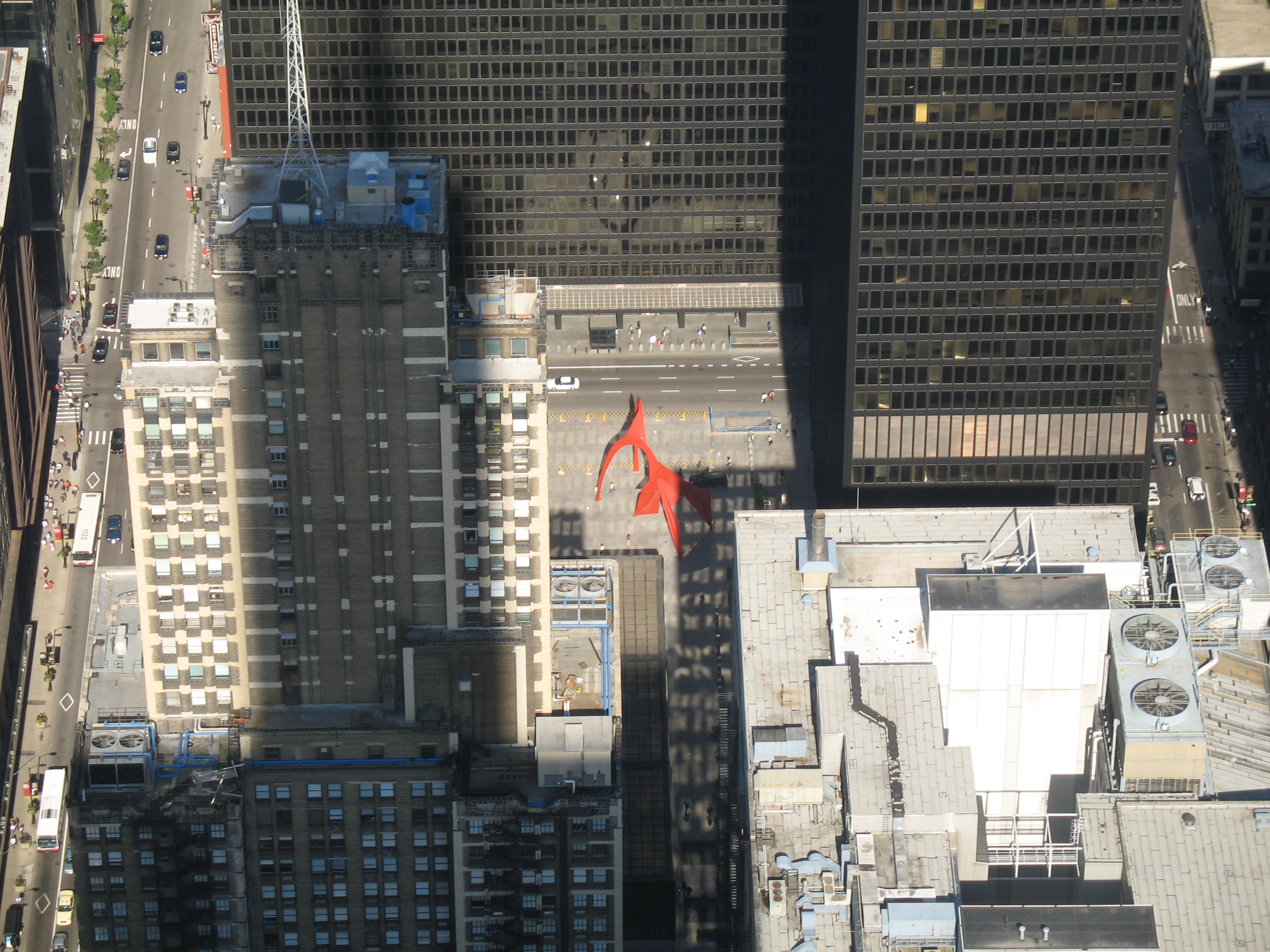
Flamingo Mentre vist del Willis Torre skydeck

Malgrat la grandària massiva de l'escultura, el seu disseny és tal que els espectadors poden caminar per sota i al seu voltant, cosa que permet percebre-la a escala humana. La forma del flamenc al·ludeix al regne natural i animal, que és un marcat contrast amb les interpretacions més literals de l'escultura de dècades anteriors.
L'estructura de Calder és un exemple prominent del moviment constructivista, popularitzat per primera vegada a Rússia a principis del segle xx. El constructivisme es refereix a l'escultura que es fa amb peces més petites que s'uneixen.
Una maqueta de la part estable es va mostrar anteriorment a l'interior de l'oficina de correus de Loop Station a la plaça federal. Actualment resideix a l'Art Institute of Chicago, Modern Wing.